# Котяча акула уругвайська
Котяча акула уругвайська (Scyliorhinus besnardi) — акула з роду Котяча акула родини Котячі акули. Інші назви «крапчаста котяча акула», «крапкова котяча акула-полька».

## Опис
Загальна довжина досягає 47 см. Голова коротка, відносно широка, трохи сплощена зверху. Морда тупа, округла. Очі великі, мигдалеподібні, з мигальною перетинкою. За ними розташовані невеличкі бризкальця. Ніздрі з невеличкими носовими клапанами. Губна борозна є лише на нижній губі. Рот помірного розміру, зігнутий. Зуби дуже маленькі, з 3 верхівками, з яких центральна є високою та гострою, бокові — крихітні. У неї 5 пар зябрових щілин. Тулуб стрункий. Шкіра груба, товста. Грудні плавці трикутної форми, помірно широкі. має 2 спинних плавця, з яких передній більше за задній. Передній спинний плавець починається позаду черевних плавців. Задній спинний плавець починається навпроти середини анального плавця. Хвостовий плавець, короткий, вузький, гетероцеркальний.
Забарвлення білувате. По спині, боках та плавцях розкидані круглі чорні плями різного розміру — від крихітних до великої горошини. Вони утворюють неправильні групи.

## Спосіб життя
Тримається на глибинах від 140 до 190 м, континентальному шельфі. Полює біля дна, є бентофагом. Живиться кальмарами, креветками, іншими ракоподібними, а також дрібною костистою рибою.
Статева зрілість у самців настає при розмірах 35-40 см, у самиць — 43-44 см. Це яйцекладна акула. Самиця відкладає 2 яйця, зазвичай наприкінці серпня — вересні.
Не є об'єктом промислового вилову. Частково ловиться місцевими рибалками. М'ясо доволі їстівне.

## Розповсюдження
Мешкає біля північного узбережжя Уругваю та берегів південної Бразилії.